# Brachytria
Brachytria is een kevergeslacht uit de familie van de boktorren (Cerambycidae). De wetenschappelijke naam van het geslacht werd voor het eerst geldig gepubliceerd in 1840 door Newman.

## Soorten
Brachytria omvat de volgende soorten:
- Brachytria angulata McKeown, 1938
- Brachytria centralis Pascoe, 1863
- Brachytria discopunctata McKeown, 1938
- Brachytria gulosa Newman, 1840
- Brachytria occidentalis McKeown, 1938
- Brachytria picta Waterhouse, 1877
- Brachytria thoracica Poll, 1887
- Brachytria varia Waterhouse, 1877